# Campeonato Europeo de Piragüismo en Maratón de 2026
El XXII Campeonato Europeo de Piragüismo en Maratón se celebrará en Pitești (Rumanía) en el año 2026 bajo la organización de la Asociación Europea de Piragüismo (ECA) y la Federación Rumana de Piragüismo.